# Aílton (ur. 1980)
Aílton de Oliveira Modesto (ur. 27 lutego 1980) – brazylijski piłkarz występujący na pozycji pomocnika.

## Kariera piłkarska
Od 1999 roku występował w Santosie FC, Portimonense SC, Kawasaki Frontale, Juventus São Paulo, Panachaiki GE, PAE Apolon Pondu, PAS Janina, Londrina EC, Clube Recreativo e Atlético Catalano, Operário Campo Grande, Tiradentes Teresina i Votuporanguense.